# Río Grande (Iruya)
Río Grande ist ein Ortsteil des Dorfes Rodeo Colanzulí im Nordwesten Argentiniens. Er gehört zum Departamento Iruya in der Provinz Salta und befindet sich in der Nähe des Dorfes Iruya, zwischen den zu Rodeo Colanzulí gehörenden Ortsteilen Colanzulí und Campo Carreras, mit denen es über die unbefestigte Landstraße Ruta Provincial 165-S verbunden ist. Nach Colanzulí sind es etwa 2,5 km, nach Campo Carreras 2 km. 
Durch Río Grande führen zwei etwa 40 m tiefe Rinnen, die in den Monaten November bis April Wasser führen. Der Ortsteil zwischen den beiden Rinnen wird Campo Trigal genannt. Lage: 22° 52′ S, 65° 13′ W.
Río Grande gehört zur Finca Santiago, dem ersten Gemeinschaftsanwesen Argentiniens. Der Ort verfügt über eine Krankenstation mit einer Sprechfunkanlage.
Zwischen Río Grande und Iruya gibt es eine Busverbindung über die Ruta Provincial 133. Der Bus hält an der Haltestelle Pie de la Cuesta. Zu Fuß erreicht man Río Grande von Iruya aus in etwa vier Stunden.

## Einzelnachweise

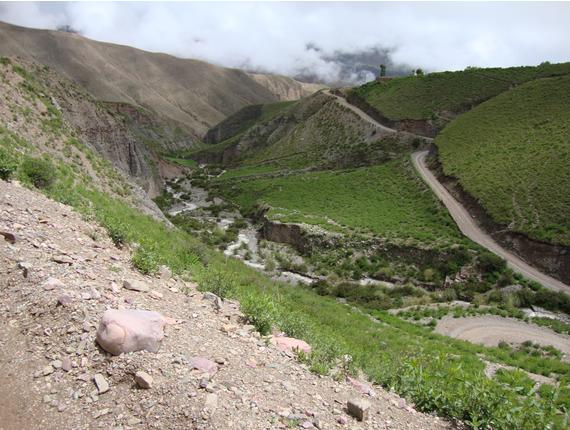
Südliche Rinne von Río Grande